# Novokolpakovo
Novokolpakovo (in lingua russa Новоколпаково) è un centro abitato del Territorio dell'Altaj, situato nell'Alejskij rajon.